# Макгрейл, Питер
Питер Макгрейл (англ. Peter McGrail, род. 31 мая 1996, Ливерпуль) — британский боксёр-профессионал, выступающий во второй легчайшей (55,3 кг), и в полулёгкой (57,1 кг) весовых категориях. Двукратный бронзовый призёр чемпионата мира (2017, 2019), бронзовый призёр Европейских игр (2019), чемпион Европы (2017), серебряный призёр чемпионата ЕС (2018), чемпион Игр Содружества (2018), бронзовый призёр Юношеских Олимпийских игр (2014) в любителях.
В профессионалах бывший чемпион WBA Continental во втором легчайшем весе (2024). Бывший чемпион WBA International во втором легчайшем весе (2024—н.в)
Лучшая позиция по рейтингу BoxRec — 36-я (июль 2025) и является 3-м среди британских боксёров второй легчайшей весовой категории, а по рейтингам основных международных боксёрских организаций занимает: 6-ю строчку рейтинга WBA — входя в ТОП-40 лучших боксёров второго легчайшего веса.

## Любительская карьера
Питер Макгрейл выступает в лёгких весовых категориях. Его самым большим успехом в юношеском спорте была бронзовая медаль юношеских Олимпийских игр 2014 года.
В 2017 году на чемпионате Европы в Харькове он стал чемпионом континента, а через несколько месяцев на мировом чемпионате в Гамбурге завоевал бронзовую медаль.
В 2018 году он стал чемпионом в своей весовой категории на Играх Содружества в Голд-Косте (Австралия).
На Европейских играх в Минске сумел завоевать бронзовую медаль.
На чемпионате мира 2019 года в Екатеринбурге, Питер дошёл до полуфинала в котором уступил боксёру из Кубы Ласаро Альваресу и завоевал бронзовую медаль чемпионата мира.

## Профессиональная карьера
9 октября 2021 года провел первый профессиональный бой в вечере Эдди Херна в Ливерпуле. Победил по очкам Эда Харрисона (2-6)

#### Бой с Ионуцем Балуцэ
21 июня 2025 в Бирмингеме, (Англия) состоялся бой с румынским рейтинговым боксером (№13 WBO) Ионуцем Балуцэ (17-5-1). Несмотря на то что румын принял бой на коротком уведомлении сопротивление он оказал ожесточенное. Бой был плотный, инициатива переходила от одного к дугому и в первых раундах противостояние было равным. После 3-х раундов статистика ударов показывала: точные удары за Макгрейлом 43 на 30 при почти одинаковых выброшенных 166 на 170. Ближе к концу боя преимущество в точных ударах возросло 100 на 50 в пользу Макгрейла. Балуцэ больше выбрасывал, но с точностью к концу боя были проблемы. Концовка ушла фавориту.Судьи посчитали справдливо: Один  зафиксировал ничью (95—95), а двое отдали Макгрейлу (97—93). 